# Nationalpark Defensores del Chaco
Der Nationalpark Defensores del Chaco liegt im Norden des Departamento Alto Paraguay in Paraguay nahe der Grenze zu Bolivien. Er wurde am 6. August 1975 gegründet und hatte damals eine Fläche von 7800 km² (aktuell 7197 km²). Es ist der größte Nationalpark in Paraguay. Er besteht aus einer Ebene, aus der das Bergmassiv Cerro León mit einer Höhe von 624 m hervorragt.

## Klima
Die Gegend ist durch lange Trockenperioden gekennzeichnet; bei Regen in den Monaten zwischen Oktober und April treten die Flüsse über die Ufer und schaffen Überschwemmungsgebiete, einige davon permanent. Der jährliche Niederschlag schwankt zwischen 500 und 800 mm. Die Temperaturen können im Sommer auf 42 °C ansteigen.

## Flora
Zur verbreiteten Flora gehören der Quebracho, der Palo borracho (deutsch: betrunkenes Holz), der Algarrobo, der aromatische Palo santo (deutsch: heiliges Holz) und der Guajak.

## Fauna
Die Fauna im Nationalpark schließt Tiere des tropischen Waldes sowie der gemäßigten Zone ein. Dazu gehören der Jaguar, Puma, Ozelot, Tapir, Ameisenbär, mehrere Gürteltier-, Pekari- und Affenarten, der Kleine Pampashase sowie der Nandu, Papageien und andere Vogelarten.

## Weitere Fakten
In den Wäldern des Nationalparks lebt das noch unkontaktierte Volk der Ayoreo.
Der Nationalpark ist 830 km von Asunción entfernt und über einen Abzweig von der  Ruta Transchaco erreichbar, mit normalen Autos jedoch nicht passierbar. Er sollte nicht ohne Führer erkundet werden. Im Mai 2018 ist ein österreichischer Tourist im Nationalpark verschollen, der auch nach einer 25-tägigen Suche nicht aufgefunden wurde.